# Mark Boal

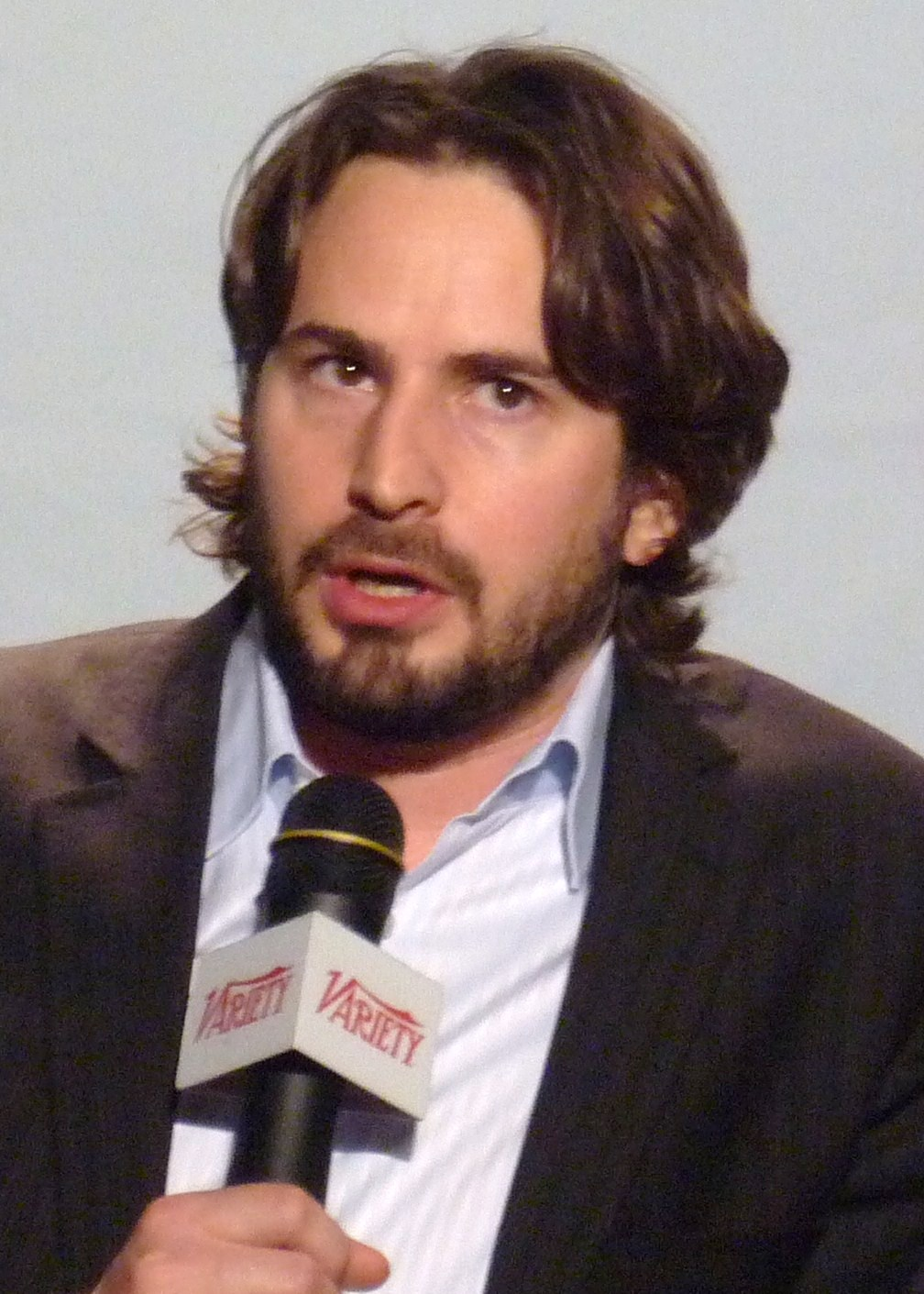
Mark Boal

Mark Boal (* 1973 in New York City, New York) ist ein US-amerikanischer Journalist, Oscar-prämierter Drehbuchautor und Filmproduzent.

## Leben
Mark Boal wuchs in New York auf und studierte Philosophie am Oberlin College. Nach seinem Studienabschluss im Jahr 1995 wandte er sich der Arbeit als Journalist zu. Seine Ausbildung absolvierte Boal bei der New Yorker Wochenzeitung The Village Voice, wo er im Alter von 25 Jahren mit einer wöchentlichen Kolumne unter dem Titel The Monitor betraut werden sollte. Bei The Village Voice veröffentlichte er bis ins Jahr 2000 eine Reihe von Artikeln zu jugendkulturellen Themen wie die Fernsehserie Survivor (The Million-Dollar Castaway, 1999) oder das Computerspiel Die Sims (Me And My Sims, 2000), griff aber auch sensible Themen wie staatliche Internetzensur (FBI’s Shutter Speed, Machine Age, 3. November 1999) auf. In seinen folgenden Artikeln nahm er sich auch der Politik, Kriminalität und Drogenkultur an, die unter anderem in der Musikzeitschrift Rolling Stone, dem linken Magazin Mother Jones, The New York Observer oder dem Männermagazin Playboy erschienen, für das Boal überwiegend schrieb. Nach den Terroranschlägen am 11. September 2001, die er in seiner Heimatstadt New York miterlebte, begann sich der Journalist für Fragen der nationalen Sicherheit und den Irakkrieg zu interessieren.
Einige von Boals Reportagen wurden erfolgreich für das US-amerikanische Fernsehen und Kino adaptiert. Jailbait, ein Artikel über einen verdeckten Drogenermittler fand für die Krimiserie The Inside des Fernsehsenders Fox Verwendung. Ein im Jahr 2003 angekündigtes Serienprojekt über das gleiche Thema, bei dem Kathryn Bigelow Regie führen sollte, wurde nie verwirklicht. Boals im selben Jahr im Playboy veröffentlichter Artikel Death and Dishonor diente als Basis für Paul Haggis’ Spielfilm Im Tal von Elah (2007), in dem ein Kriegsveteran versucht, das Verschwinden seines aus dem Irak heimgekehrten Sohnes aufzuklären. Der Part des Hank Deerfield brachte Hauptdarsteller Tommy Lee Jones 2008 eine Oscar-Nominierung ein.
Boals bisher größter Erfolg war sein Drehbuch für Kathryn Bigelows Kriegsdrama Tödliches Kommando – The Hurt Locker (2009). Für die episodenhafte Geschichte um ein US-amerikanisches Bombenräumkommando im Irak hatte der Journalist Ende 2004 selbst mehrere Wochen eine Einheit an die Kriegsschauplätze in Bagdad begleitet. Boal, ein selbsterklärter Bewunderer von Werken wie Truman Capotes Kaltblütig oder Gustav Hasfords Höllenfeuer, wollte sein Drehbuch so realistisch wie möglich gestalten und bot das Skript Kathryn Bigelow an. Es folgte eine enge Zusammenarbeit mit der Filmregisseurin, die Boal auch zu den Dreharbeiten des Films mitnahm und ihm vorschlug, als Produzent an The Hurt Locker mitzuwirken.
Der Film wurde von US-amerikanischen Kritikern begeistert aufgenommen, die Tödliches Kommando – The Hurt Locker als nahezu perfekten und bis dato besten nicht-dokumentarischen amerikanischen Spielfilm über den Irakkrieg rezensierten. 2010 wurde das Kriegsdrama für neun Oscars nominiert, darunter Boal für sein Filmskript und als Koproduzent. Zuvor hatte er bereits den britischen BAFTA Award und den renommierten Drehbuchpreis der Writers Guild of America erhalten. Boal gewann den Oscar in der Kategorie Bester Film und für das beste Originaldrehbuch.
Wenige Tage vor der Oscarverleihung reichte der US-amerikanische Soldat Jeffrey Sarver eine Klage gegen den Film ein. Boal hätte Sarvers Ansicht nach dessen Erlebnisse im Drehbuch verwertet und die Rolle des Staff Sergeant William James (gespielt von Jeremy Renner) ihm nachempfunden. Die Klage wurde Mitte Oktober 2011 von einem Amtsrichter in Los Angeles abgewiesen, nachdem Boal versichert hatte, dass das Drehbuch von zahlreichen Gesprächen mit Soldaten während seiner Zeit im Irak inspiriert worden sei.
Nach Tödliches Kommando – The Hurt Locker folgte eine erneute Zusammenarbeit mit Kathryn Bigelow an dem Spielfilm Zero Dark Thirty (2012). Der Thriller, der eine junge CIA-Analytikerin (dargestellt von Jessica Chastain) auf der Jagd nach Osama bin Laden in den Mittelpunkt stellt, startete am 19. Dezember 2012 in den US-amerikanischen Kinos und wurde mit dem New York Film Critics Circle Award als bester Film des Jahres ausgezeichnet.

## Filmografie
- 2007: Im Tal von Elah (In the Valley of Elah)
- 2009: Tödliches Kommando – The Hurt Locker (The Hurt Locker)
- 2012: Zero Dark Thirty
- 2017: Detroit
- 2019: Triple Frontier

## Auszeichnungen

### Oscar
- 2010: Bester Film und Bestes Originaldrehbuch für Tödliches Kommando – The Hurt Locker

### British Academy Film Award
- 2010: Bester Film und Bestes Originaldrehbuch für Tödliches Kommando – The Hurt Locker

### Golden Globe Award
- 2010: nominiert in der Kategorie Bestes Drehbuch für Tödliches Kommando – The Hurt Locker

### Weitere
Broadcast Film Critics Association
- 2010: nominiert in der Kategorie Bestes Originaldrehbuch für Tödliches Kommando – The Hurt Locker

Chicago Film Critics Association
- 2009: Bestes Originaldrehbuch für Tödliches Kommando – The Hurt Locker

Chlotrudis Awards
- 2010: nominiert in der Kategorie Bestes Originaldrehbuch für Tödliches Kommando – The Hurt Locker

Gotham Award
- 2009: Bester Film für Tödliches Kommando – The Hurt Locker

Internationale Filmfestspiele von Cannes
- 2009: Gucci Group Award[10] für das Drehbuch zu Tödliches Kommando – The Hurt Locker

Nantucket Film Festival
- 2009: Tony Cox Award for Screenwriting für Tödliches Kommando – The Hurt Locker

Online Film Critics Society Awards
- 2010: nominiert in der Kategorie Bestes Originaldrehbuch für Tödliches Kommando – The Hurt Locker

Producers Guild of America
- 2010: Bester Filmproduzent des Jahres für Tödliches Kommando – The Hurt Locker

Satellite Awards
- 2009: nominiert in der Kategorie Bestes Originaldrehbuch für Tödliches Kommando – The Hurt Locker

Washington DC Area Film Critics Association Awards
- 2009: nominiert in der Kategorie Bestes Originaldrehbuch für Tödliches Kommando – The Hurt Locker

Writers Guild of America
- 2010: Bestes Originaldrehbuch für Tödliches Kommando – The Hurt Locker